# Хрест Ордену Христа

Хрест Ордену Христа.

Хре́ст О́рдену Христа́ (порт. Cruz da Ordem de Cristo), або Христо́вий хре́ст (порт. Cruz de Cristo) — хрест португальського лицарського Ордену Христа, спадкоємця тамплієрів. Різновид тамплієрського хреста. Зображується у вигляді червоного хреста, розширеного на кінцях, поверх якого накладений білий грецький хрест. Одна з найпопулярніших фігур в португальській геральдиці, вексилології та фалеристиці. Від XV століття використовувався португальськими мореплавцями на вітрилах кораблів в Добу великих географічних відкриттів, внаслідок чого став символом португальських цивілізаційних звершень та панування на морі. Після інтронізації короля Мануела I, що був управителем Ордену Христа, перетворився на один із знаків королівської влади, вважався національною емблемою Португалії. У ХІХ столітті використовувався також у державній емблематиці Бразилії, зокрема на гербі і прапорі Бразильської імперії. У 1930-х роках був емблемою португальських націонал-синдикалістів. У ХХ столітті є знаком ВПС Португалії, Португальської федерації футболу, використовується в гербах багатьох португальських і бразильських міст.

## Португалія

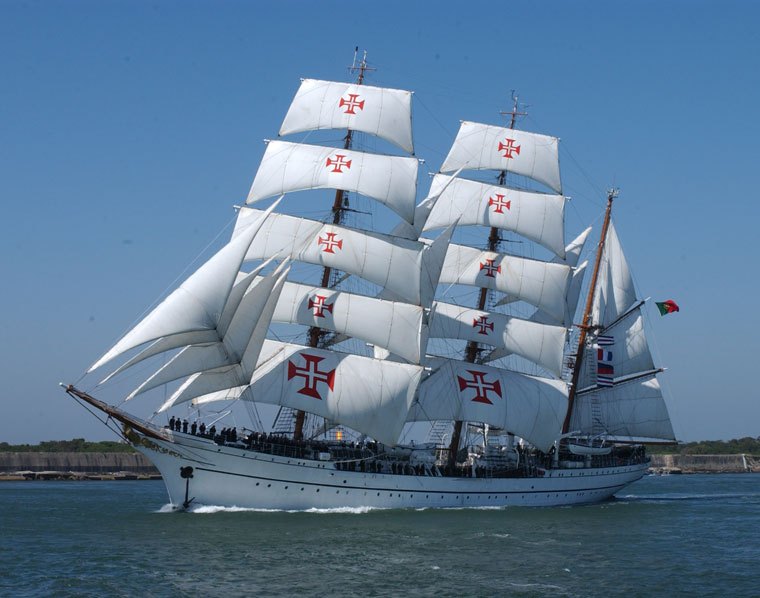
Вітрильник
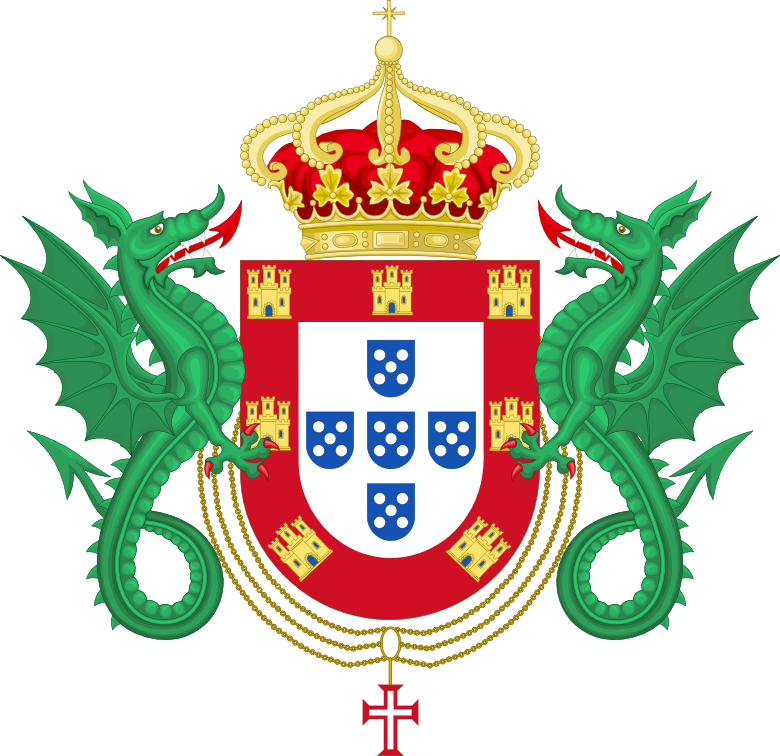
Державний герб (1640-1910)
Прапор Португалії часів Реставраційної війни
ВПС Португалії
Федерація футболу
Прапор Мадейри

### Територіальна геральдика

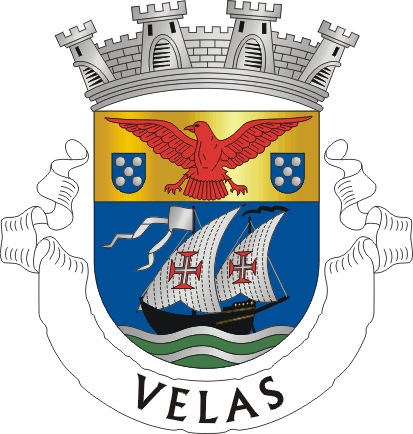
Велаш
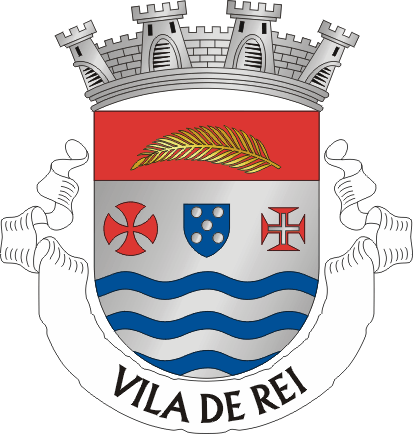
Віла-де-Рей
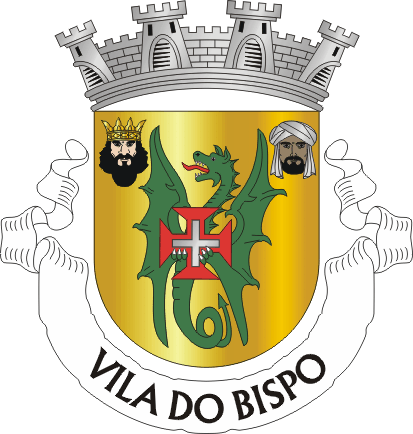
Віла-ду-Бішпу
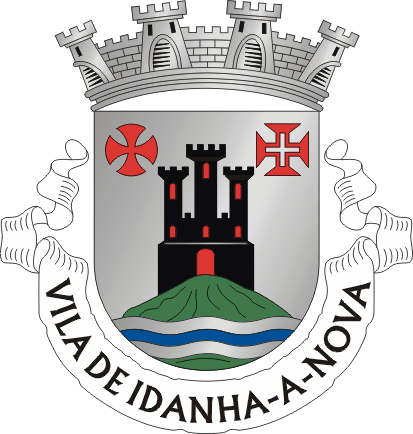
Іданя-а-Нова
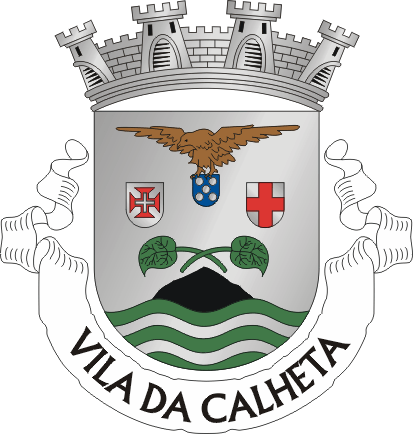
Кальєта (Азори)
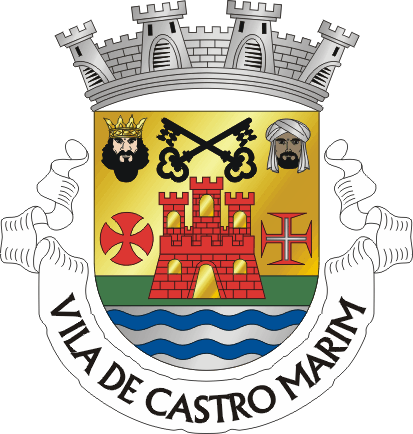
Каштру-Марин
Мадейра
Могадору
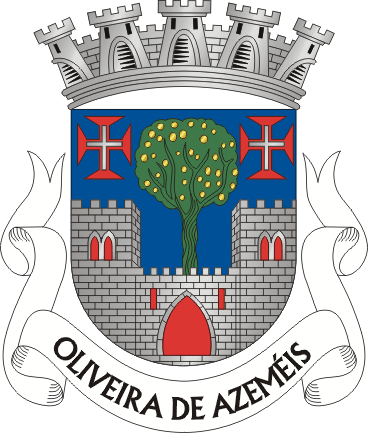
Олівейра-де-Аземейш
Пенафієл
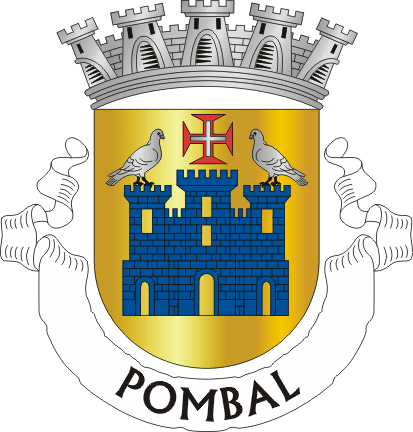
Помбал
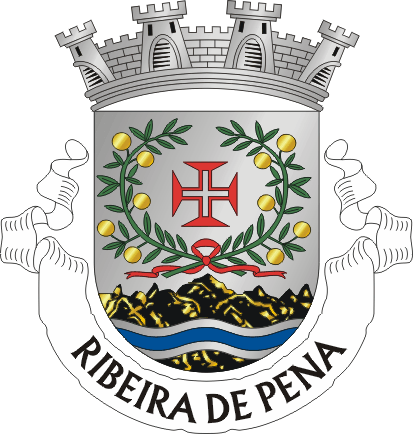
Рібейра-де-Пена
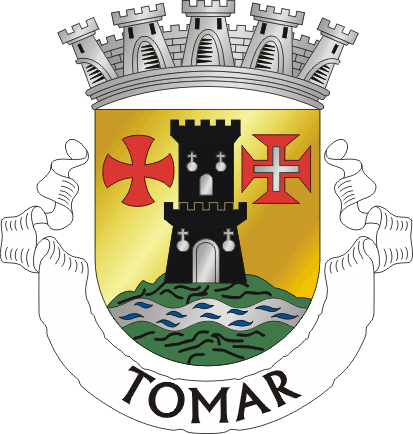
Томар
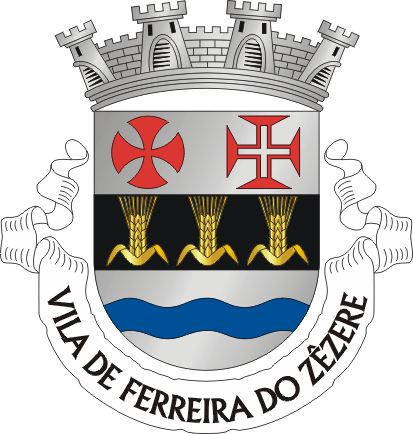
Феррейра-ду-Зезере

## Бразилія

Герб Бразилії
Прапор Бразилії (1870–1889)
Прапор Сан-Пауло